# جائزة إيطاليا الكبرى للدراجات النارية 2008
جائزة إيطاليا الكبرى للدراجات النارية 2008 هو سباق دراجات نارية أقيم بتاريخ 1 يونيو 2008 في حلبة موجيلو. كان الجولة السادسة من أصل 18 في سباق الجائزة الكبرى للدراجات النارية موسم 2008. فاز الإيطالي فالنتينو روسي بفئة الموتو جي بي بينما جاء الأسترالي كيسي ستونر في المركز الثاني وحصل على المركز الثالث الإسباني داني بيدروسا.

## وصلات خارجية
- الموقع الرسمي